# ماروین سنان بیوک‌ساکاریا
ماروین سینان بیوک‌ساکاریا (انگلیسی: Marvin Sinan Büyüksakarya؛ زادهٔ ۱۱ آوریل ۱۹۹۵) بازیکن فوتبال اهل ترکیه است.
از باشگاه‌هایی که در آن بازی کرده‌است می‌توان به باشگاه فوتبال اشتوتگارت اشاره کرد.
وی همچنین در تیم‌های ملی فوتبال جوانان ترکیه، جوانان آلمان، و جوانان آلمان، بازی کرده‌است.